# Гончарово (Луганская область)
Гончарово (укр. Гончарове) — село, относится к Беловодскому району Луганской области Украины.
Население по переписи 2001 года составляло 4 человека. Почтовый индекс — 92821. Телефонный код — 6466. Занимает площадь 0,207 км². Код КОАТУУ — 4420685502.

## История
В 1945 г. Указом ПВС УССР хутор Дома Гончаровых переименован в Гончаровый.

## Местный совет
92820, Луганська обл., Біловодський р-н, с. Євсуг, вул. Леніна, 225 (укр.)